# Fristatprovinsen
Fristatsprovinsen (sotho: Freistata; afrikaans: Vrystaat; xhosa: iFreyistata; engelsk: Free State) er en provins i det centrale Sydafrika, beliggende på den sydafrikanske højslette mellem flodene Vaal og Oranje, med 2.706.776 indbyggere (2001), anslået til 2.817.900 indbyggere år 2015, og et areal på 129.825 km².
Af indbyggerne taler 64% sotho, 12,7% afrikaans og 7,5% xhosa.

## Provinshovedstad
Provinshovedstaden er Bloemfontein, som også er Sydafrikas juridiske hovedstad.
Andre vigtige byer er Sasolburg og Welkom.

## Navneændring
Provinsen blev dannet 1994 af den tidligere Oranjefristaten; navnet skiftede officielt den 9. juni 1995.
- Wikimedia Commons har flere filer relateret til Fristatprovinsen

28°S 27°Ø / 28°S 27°Ø